# Caribbean Club Shield 2018
Navigation
Édition suivante
Le Caribbean Club Shield 2018 est la première édition de cette compétition. Organisée par la CONCACAF, cette compétition voit s'affronter les meilleures équipes des championnats amateurs de l'Union caribéenne de football (UCF ou CFU).
Le vainqueur dispute un match de barrage contre le quatrième du Championnat des clubs caribéens de la CONCACAF 2018 en vue d'une qualification pour la Ligue de la CONCACAF 2018.

## Participants
Parmi les 31 associations membres de l'Union caribéenne de football, seules 4 disposent d'un championnat professionnel selon les critères de la CONCACAF. Ainsi, les 27 autres associations peuvent présenter une équipe en Caribbean Club Shield. Pour cette édition, 12 clubs disputent la compétition.
| Nation                          | Club                    | Qualification                                    |
| ------------------------------- | ----------------------- | ------------------------------------------------ |
| Aruba                           | SV Deportivo Nacional   | Champion d'Aruba 2016-2017                       |
| Barbade                         | Weymouth Wales FC       | Champion de la Barbade 2017                      |
| Bonaire                         | Real Rincon             | Champion de Bonaire 2016-2017                    |
| Îles Caïmans                    | Bodden Town FC          | Champion des îles Caïmans 2016-2017              |
| Curaçao                         | RKSV Centro Dominguito  | Champion de Curaçao 2017                         |
| Grenade                         | Hard Rock Football Club | Finaliste du championnat de Grenade 2016         |
| Guadeloupe                      | Unité sainte rosienne   | Champion de Guadeloupe 2016-2017                 |
| Guyana                          | Guyana Defence Force FC | Champion du Guyana 2016-2017                     |
| Martinique                      | Club franciscain        | Champion de la Martinique 2016-2017              |
| Saint-Christophe-et-Niévès      | Cayon Rockets           | Champion de Saint-Christophe-et-Niévès 2016-2017 |
| Saint-Vincent-et-les-Grenadines | Avenues United FC (en)  | Champion de Saint-Vincent-et-les-Grenadines 2017 |
| Suriname                        | Inter Moengotapoe       | Champion du Suriname 2016-2017                   |

Associations ne présentant pas d'équipe à cette compétition
- Anguilla
- Antigua-et-Barbuda
- Bahamas
- Bermudes
- Îles Vierges américaines
- Îles Vierges britanniques
- Cuba
- Dominique
- Guyane française
- Montserrat
- Porto Rico
- Sainte-Lucie
- Saint-Martin
- Sint Maarten
- Îles Turques-et-Caïques

| Suriname : Inter Moengotapoe SV Deportivo Nacional Weymouth Wales FC Real Rincon Bodden Town FC RKSV Centro Dominguito Hard Rock FC Unité Sainte Rosienne Guyana Defence Force FC Club franciscain Cayon Rockets Avenues United FC (en) |

## Phase de groupe
Le tirage au sort des groupes a été réalisé le 15 février 2018 au siège de la CONCACAF à Miami et retransmis sur YouTube.
Les premiers de chaque groupes sont directement qualifiés pour la suite de la compétition, ainsi que le meilleur deuxième des trois groupes.
Les matchs se jouent à Santiago de los Caballeros en République dominicaine.

### Groupe A
| Rang | Équipe                | Pts | J | G | N | P | Bp | Bc | Diff |
| ---- | --------------------- | --- | - | - | - | - | -- | -- | ---- |
| 1    | Inter Moengotapoe     | 9   | 3 | 3 | 0 | 0 | 15 | 1  | +14  |
| 2    | SV Deportivo Nacional | 6   | 3 | 2 | 0 | 1 | 5  | 7  | -2   |
| 3    | Unité sainte rosienne | 3   | 3 | 1 | 0 | 2 | 2  | 5  | -3   |
| 4    | Weymouth Wales FC     | 0   | 3 | 0 | 0 | 3 | 3  | 10 | -7   |

| Résultats (▼dom., ►ext.) |  |     |     |     |
| Inter Moengotapoe        |  | 5-0 | 5-1 | 5-0 |
| SV Deportivo Nacional    |  |     | 2-0 | 3-2 |
| Unité sainte rosienne    |  |     |     | 2-1 |
| Weymouth Wales FC        |  |     |     |     |

### Groupe B
| Rang | Équipe                  | Pts             | J               | G               | N               | P               | Bp              | Bc              | Diff            |
| ---- | ----------------------- | --------------- | --------------- | --------------- | --------------- | --------------- | --------------- | --------------- | --------------- |
| 1    | Real Rincon             | 4               | 2               | 1               | 1               | 0               | 5               | 3               | +2              |
| 2    | Avenues United FC (en)  | 4               | 2               | 1               | 1               | 0               | 5               | 4               | +1              |
| 3    | Hard Rock Football Club | 0               | 2               | 0               | 0               | 2               | 3               | 6               | -3              |
| 4    | Guyana Defence Force FC | Forfait général | Forfait général | Forfait général | Forfait général | Forfait général | Forfait général | Forfait général | Forfait général |

| Résultats (▼dom., ►ext.) |  |  |     |     |
| Avenues United FC (en)   |  |  | 3-2 | 2-2 |
| Guyana Defence Force FC  |  |  |     |     |
| Hard Rock Football Club  |  |  |     | 1-3 |
| Real Rincon              |  |  |     |     |

### Groupe C
| Rang | Équipe                 | Pts | J | G | N | P | Bp | Bc | Diff |
| ---- | ---------------------- | --- | - | - | - | - | -- | -- | ---- |
| 1    | Club franciscain       | 6   | 3 | 2 | 0 | 1 | 12 | 4  | +8   |
| 2    | RKSV Centro Dominguito | 5   | 3 | 1 | 2 | 0 | 4  | 3  | +1   |
| 3    | Bodden Town FC         | 4   | 3 | 1 | 1 | 1 | 4  | 6  | -2   |
| 4    | Cayon Rockets          | 1   | 3 | 0 | 1 | 2 | 3  | 10 | -7   |

| Résultats (▼dom., ►ext.) |  |     |     |     |
| Bodden Town FC           |  | 2-1 | 0-0 | 2-5 |
| Cayon Rockets            |  |     | 2-2 | 0-6 |
| RKSV Centro Dominguito   |  |     |     | 2-1 |
| Club franciscain         |  |     |     |     |

### Classement des meilleurs seconds
Les trois équipes ayant terminé seconde de leur poule sont classées afin de déterminer quelle formation se qualifie pour la phase finale.
| Rang | Équipe                 | Pts | J | G | N | P | Bp | Bc | Diff |
| ---- | ---------------------- | --- | - | - | - | - | -- | -- | ---- |
| 1    | SV Deportivo Nacional  | 6   | 3 | 2 | 0 | 1 | 5  | 7  | -2   |
| 2    | RKSV Centro Dominguito | 5   | 3 | 1 | 2 | 0 | 4  | 3  | +1   |
| 3    | Avenues United FC (en) | 4   | 2 | 1 | 1 | 0 | 5  | 3  | +2   |

## Phase finale
Les matchs se jouent à Santiago de los Caballeros en République dominicaine.

### Tableau
|  | Demi-finales                    | Demi-finales     | Demi-finales                    |   |  | Finale                          | Finale | Finale |  |
|  |                                 |                  |                                 |   |  |                                 |        |        |  |
|  | 19 avril 2018, Stade Cibao (en) |                  |                                 |   |  |                                 |        |        |  |
|  |                                 |                  |                                 |   |  |                                 |        |        |  |
|  | Inter Moengotapoe               | 4                |                                 |   |  |                                 |        |        |  |
|  | Inter Moengotapoe               | 4                | 21 avril 2018, Stade Cibao (en) |   |  |                                 |        |        |  |
|  | SV Deportivo Nacional           | 0                |                                 |   |  |                                 |        |        |  |
|  | SV Deportivo Nacional           | 0                | Inter Moengotapoe               | 1 |  |                                 |        |        |  |
|  | 19 avril 2018, Stade Cibao (en) |                  | Inter Moengotapoe               | 1 |  |                                 |        |        |  |
|  |                                 | Club franciscain | 2                               |   |  |                                 |        |        |  |
|  | Club franciscain                | Club franciscain | 2                               | 2 |  |                                 |        |        |  |
|  | Club franciscain                |                  |                                 | 2 |  |                                 |        |        |  |
|  | Real Rincon                     | 0                |                                 |   |  |                                 |        |        |  |
|  | Real Rincon                     | 0                |                                 |   |  |                                 |        |        |  |
|  |                                 |                  |                                 |   |  | 3e Place                        |        |        |  |
|  |                                 |                  |                                 |   |  | 21 avril 2018, Stade Cibao (en) |        |        |  |
|  |                                 |                  |                                 |   |  | SV Deportivo Nacional           | 1      |        |  |
|  |                                 |                  |                                 |   |  | Real Rincon                     | 3      |        |  |

### Demi-finales
| 19 avril 2018 | Inter Moengotapoe                                                        | 4 – 0 | SV Deportivo Nacional | Stade Cibao (en), Santiago de los Caballeros |                             |
|               | Joel Baja 47e · Romeo Kastiel 54e · Ives Vlijter 61e · Romeo Kastiel 67e |       |                       | Arbitrage : Adonis Carrasco                  | Arbitrage : Adonis Carrasco |

| 19 avril 2018 | Club franciscain                          | 2 – 0 | Real Rincon | Stade Cibao (en) , Santiago de los Caballeros |                            |
|               | Stéphane Abaul 68e · Jorick Ephestion 72e |       |             | Arbitrage : Keylor Herrera                    | Arbitrage : Keylor Herrera |
|               | Rapport                                   |       |             | Arbitrage : Keylor Herrera                    | Arbitrage : Keylor Herrera |

### Match pour la3eplace
| 21 avril 2018 | SV Deportivo Nacional | 1 – 3 | Real Rincon                                                 | Stade Cibao (en) , Santiago de los Caballeros |                          |
|               | Devis Oliveros 36e    |       | Aryton Cicilia 8e · Terrence Frans 12e · Aryton Cicilia 30e | Arbitrage : Sergio Reyna                      | Arbitrage : Sergio Reyna |

### Finale
Le vainqueur est qualifié pour le match de barrage face au quatrième du championnat professionnel des Caraïbes.
| 21 avril 2018 | Inter Moengotapoe | 1 – 2 | Club franciscain                      | Stade Cibao (en) , Santiago de los Caballeros |                             |
|               | Romeo Kastiel 5e  |       | Djénhael Maingé 15e · Yann Thimon 43e | Arbitrage : Kevin Morrisson                   | Arbitrage : Kevin Morrisson |
|               | Rapport           |       |                                       | Arbitrage : Kevin Morrisson                   | Arbitrage : Kevin Morrisson |

## Match de barrage pour la ligue de la CONCACAF
Le vainqueur est qualifié pour la Ligue de la CONCACAF 2018.
| 16 mai 2018 | Central FC        | 1 – 2 | Club franciscain                       | Complexe A. Spaulding, Kingston |  |
|             | Anthony Wolfe 15e |       | Djenaël Maingé 27e · Johnny Marajo 45e |                                 |  |
|             | Rapport           |       |                                        |                                 |  |